# Mirosław Trzeciak
Mirosław Trzeciak (Koszalin, 11 aprile 1968) è un ex calciatore polacco, di ruolo attaccante, capocanniere del campionato di calcio polacco 1996-1997 e calciatore polacco dell'anno nel 1998.

## Palmarès

### Club
- Campionato polacco: 4

1989-1990, 1991-1992, 1992-1993, 1997-1998
- Coppa di Polonia: 1

1987-1988

### Individuale
- Calciatore polacco dell'anno: 1

1998
- Capocannoniere del campionato polacco: 1

1996-1997 (18 gol)